# Eutonia
Eutonia är ett släkte av tvåvingar som beskrevs av Frederik Maurits van der Wulp år 1874. Eutonia ingår i familjen småharkrankar.

## Arter inomEutonia[1][2]
- Eutonia alleni
- Eutonia barbipes
- Eutonia marchandi
- Eutonia phorophragma
- Eutonia satsuma